# Traité de l'orchestration
Le Traité de l'orchestration est un ouvrage rédigé par le compositeur français Charles Koechlin, à Paris, en 1941. Divisé en quatre volumes, publié à titre posthume de 1954 à 1959, il reprend la plupart des éléments abordés dans les précédents traités consacrés à l'orchestration, du Traité d'instrumentation et d'orchestration de Berlioz (1844), modèle du genre, aux ouvrages de Gevaert (1885), Rimski-Korsakov (1912) et Widor (Technique de l'orchestre moderne, 1925).
Esprit libre, indépendant et soucieux de ne jamais tomber dans le dogmatisme, Koechlin adopte souvent le ton de la conversation dans son Traité, qui présente de nombreuses « notes » et digressions sur divers sujets musicaux.
L'ouvrage est abondamment illustré, l'auteur citant des œuvres anciennes de Machaut, Monteverdi, Heinrich Schütz et Jean-Sébastien Bach comme des partitions modernes de Stravinsky, Darius Milhaud et Alfredo Casella. Koechlin cite également ses propres œuvres, qui témoignent de sa double qualité de compositeur et de pédagogue.
De nouvelles possibilités de réalisation sont envisagées dans ce Traité de l'orchestration, notamment pour l'enregistrement de la musique de film.

## Charles Koechlin orchestrateur
Les qualités de Charles Koechlin dans le domaine de l’orchestre sont appréciées dès ses années d'étude au Conservatoire, et par son propre professeur de composition : en mai 1898, Gabriel Fauré demande au jeune compositeur d'orchestrer la suite Pelléas et Mélisande qu'il avait écrite comme musique de scène pour la pièce de Maeterlinck. Fauré se déclare « pleinement satisfait du résultat », au point d'inviter Koechlin à l'accompagner à Londres pour assister à la première exécution : 

« Cher ami, je ne puis essayer de vous dédommager, ni pour votre temps, ni pour vos bonnes idées ! […] Faites-moi le véritable plaisir d'accepter cette très petite chose comme venant d’un archi-aîné ! Et encore mille fois merci. Je n'aurais jamais été prêt sans vous ! »

— Gabriel Fauré à Charles Koechlin, 16 juin 1898
Lors de la publication de cette suite, en 1901, Fauré modifie l'orchestration pour un effectif plus imposant, mais conserve « l'orchestration initiale de la célèbre sicilienne, que nous entendons toujours aujourd'hui dans la version de Charles Koechlin ».
En 1912, Claude Debussy fait appel à lui pour orchestrer le ballet Khamma, composé en 1910 puis pratiquement abandonné, à la suite d'un désaccord entre le compositeur et Maud Allan, commanditaire de l’œuvre. L'éditeur Jacques Durand revient sur cette expérience dans ses Souvenirs d’un éditeur de musique : « Il fallait trouver un collaborateur diligent et compréhensif pour terminer l'orchestration. Debussy me fit part de ce qu'il cherchait ; je lui indiquai un élève de Fauré, qui naguère avait, dans des conditions analogues, orchestré, à souhait et avec les félicitations de l'auteur, une bluette scénique de Saint-Saëns, intitulée Lola. Debussy fit donc appel au compositeur en question ; c'est ainsi que Charles Koechlin orchestra, en grande partie, Khamma, sous le contrôle de Debussy et avec son parfait agrément » — travail qui occupa les deux compositeurs du 5 décembre 1912 jusqu'au 31 janvier 1913.

## Compositeur et pédagogue

### Charles Koechlin et ses élèves
Selon Aude Caillet, « au début des années vingt, les talents les plus prometteurs viennent s'en remettre au jugement de ce guide avisé ».
Dès 1921, l'enseignement de Charles Koechlin offre une alternative originale à l'enseignement officiel dispensé au Conservatoire de musique et de déclamation ou à la Schola Cantorum. Darius Milhaud affirme qu'à cette époque, Koechlin est « l'un des maîtres dont l’esprit est le plus jeune, le plus vivant, toujours en quête de nouvelles découvertes dans le domaine de la musique, où il s'aventure toujours plus avant, entraînant avec lui toute l'école de la musique française de demain ».
Francis Poulenc s'adresse également à lui, dans une lettre de septembre 1921 : « J'espère que vous accepterez un élève aussi autodidacte que moi et que mon ignorance ne vous rebutera pas. Je voudrais grâce à vous devenir un musicien ».
Parmi les élèves de Charles Koechlin, on trouve donc les musiciens du Groupe des Six (Milhaud, Poulenc, Germaine Tailleferre), de l'École d'Arcueil (Henri Sauguet, Henri Cliquet-Pleyel, Maxime Jacob, Roger Désormière) ainsi que des compositeurs américains, comme Cole Porter.
Charles Koechlin se révèle « un maître d'une rare générosité : prodigue de ses leçons, qu'il ne se fait pas toujours payer, oublieux des ingratitudes, toujours prompt à défendre des jeunes confrères, au point de passer pour le porte-parole de l'avant-garde musicale, ce qui lui vaut d'être écarté systématiquement des postes officiels ».

### Ouvrages d’enseignement
Le compositeur garde toujours une attitude positive à l'égard de ses activités de pédagogue. « Un musicien donne des leçons : beaucoup de temps, pas mal de fatigue, mais point de temps perdu, car ainsi son meilleur élève, c'est lui-même ».
Charles Koechlin publie une Étude sur l’harmonie moderne en 1920. Suivent une Étude sur les notes de passage (1922), un Précis des règles de contrepoint (1926), une Étude sur le choral d’école (1929) et une Étude sur l’écriture de la fugue d’école (1934). Ces textes devaient préparer le compositeur pour la rédaction de ses deux grands traités : le Traité de l'harmonie, en trois volumes (1927-1930) et surtout le Traité de l'orchestration.
Selon Aude Caillet, « ces ouvrages témoignent de la richesse de l’enseignement de Charles Koechlin, aux antipodes de l’académisme du Conservatoire ou de la Schola : parce qu’ils sont, avant tout, l’œuvre d’un compositeur ; parce qu’ils ont pour vocation, ensuite, d’éveiller la musicalité plutôt que de professer de vaines formules stéréotypées ».
Sur ce point précis, le témoignage d'Henri Sauguet est éloquent. « Il était extrêmement pointilleux et mettait chacun devant ses responsabilités vis-à-vis des règles : « Ce chemin est strictement interdit, mais il est charmant et, mon Dieu, s’il vous plaît de le prendre, allez ! Seulement prenez garde, il ne s’agit pas de se perdre, mais de se trouver. » ».

## Composition et publication
« Concrétisation de son exceptionnelle maîtrise du domaine orchestral », le monumental Traité de l’orchestration est achevé en 1941. Retouché jusqu'en 1943, il n'est publié qu'à titre posthume par Eschig, de 1954 à 1959 :
- volume I (322 pages) en 1954,
- volume II (443 pages) en 1955,
- volume III (318 pages) en 1956,
- volume IV (411 pages) en 1959.

L'originalité de l’ouvrage tient, en grande partie, à la liberté de pensée de son auteur « qui, tout en enseignant les règles et la norme, ne cesse d'en montrer la relativité ».

## Plan duTraité
Le plan adopté par Charles Koechlin est très détaillé :
1er volume
Chapitre I : — Instrumentation
1. Étude des instruments
2. Ressources et caractères des différents instruments
3. La Voix humaine
4. Instruments anciens

Chapitre II : — Équilibre des sonorités
1. Volume et intensité
2. Équilibre des sonorités
3. Gradation des sonorités

2e volume
Chapitre III : — Écriture des divers groupes
1. Quatuor
2. Les Voix
3. Percussions et instruments à clavier
4. Cuivres
5. Cor
6. Bois
7. Mélange de deux ou plusieurs groupes
8. Doublures

3e volume
Chapitre IV : — Orchestration proprement dite
1. Étude de la sonorité : Équilibre, Unité, Plénitude, Écriture, Variété
2. Écriture en parties réelles, Écriture avec la réalisation de la basse continue
3. Réalisation par la mélodie, l'accompagnement, les basses
4. Réalisations orchestrales : d'autres manières d'écrire
5. Rôles des divers groupes : cuivres, cors, bois, cordes, mélanges
Rôle de la percussion et des instruments à clavier mélangés au reste de l'orchestre
Concertos

4e volume
Chapitre IV (suite) : 
1. Orchestration avec les voix : soli, ensembles, chœurs
2. Divers suppléments : Orchestration d'un morceau de piano, de harpe
Diverses manières de réaliser et d'orchestrer un même passage
Les grands 
Polytonalité, atonalité, les 1/4 de tons

Chapitre V : — Diverses formations d'orchestres
Chapitre VI : — I. Couleurs de l'orchestre
1. féérique, lointain, mystère
2. humour, caricatural, fantasque
3. sombre, violent
4. couleur par l'écriture
5. divers effets

Chapitre VI (suite) : — II. Caractère des instruments

## Présentation
Charles Koechlin aborde les instruments selon leur ordre d'apparition dans une partition d'orchestre classique.

### Instrumentation classique
1. Instruments à vent : 
  - Famille des flûtes : grande flûte[15], petite flûte (ou piccolo)[16] et flûte grave[17],
  - Famille des hautbois : hautbois[18], cor anglais[19], hautbois d'amour[20], hautbois baryton[21],
  - Famille des clarinettes : clarinettes[22], petite clarinette[23], clarinette basse[24] et clarinette contrebasse[25],
  - Famille des bassons : basson[26], contrebasson[27].
2. Instruments de Sax :
  - Famille des saxophones[28] : saxophone sopranino, saxophone soprano, saxophone alto, saxophone ténor, saxophone baryton, saxophone basse, saxophone contrebasse,
  - Famille des saxhorns[29] : bugles[30], cornophones[31], saxotrombas et tuba[32].
3. Instruments de cuivre :
  - Famille des cors : cor simple[33] et le cor à pistons[34]
  - Famille des trompettes : trompettes[35] et cornet à pistons[36],
  - Famille des trombones[37] : piccolo, soprano, alto, ténor, basse, contrebasse et trombone à pistons.
4. Instruments de percussion : timbales[38], grosse caisse, gongs[39], cymbales[40], tambour militaire[41], tambour de Basque, castagnettes, triangle[42], cymbales antiques[43], célesta[44], glockenspiel, cloches[45], xylophone[46], marimba et vibraphone[47].
5. Harpe[48], piano[49], orgue[50],
6. Instruments à cordes : violon[51], alto[52], violoncelle[53], contrebasse[54] et de nouveaux instruments à cordes du dixtuor mis au point par Léo Sir[55].

### Voix
Charles Koechlin consacre une très importante section à la voix humaine : sopranos, altos, ténors, barytons et basses.

### Nouveaux instruments
L'ouvrage de Charles Koechlin est le premier à mentionner des instruments électriques : ondes Martenot, orgue Hammond et piano mécanique.

### Instruments anciens
Charles Koechlin montre un réel intérêt pour la musique baroque, ce qui le conduit à présenter un grand nombre d'instruments dont il souhaitait un retour en grâce : clavecin, luth, cornet à bouquin, viole de gambe, viole d'amour, mandoline, guitare, cornemuse, biniou et galoubet, accordéon, trompe de chasse, flûte de Pan, cymbalum.

## Postérité
Dès 1944, Gustave Samazeuilh mentionne le Traité de l'orchestration de Charles Koechlin comme un ouvrage « important, conçu sur un plan nouveau » et « attendu avec un vif intérêt par les spécialistes ».
Aude Caillet juge l’ouvrage « clair, accessible, exhaustif ». En marge de son analyse du Traité d'instrumentation et d'orchestration de Berlioz, Suzanne Demarquez note que l'« on trouvera dans le très important Traité d'orchestration de Ch. Koechlin de nombreux exemples extraits des œuvres de Berlioz, suivis de commentaires pertinents, aussi précieux pour le lecteur averti que pour l'étudiant ».
En 2009, Anthony Girard considère le Traité de Koechlin « irremplaçable ».

### Édition
- Charles Koechlin, Traité de l'orchestration, Paris, Éditions Max Eschig (BNF 39725857)

### Ouvrages cités
- Aude Caillet, Charles Koechlin : L'Art de la liberté, Anglet, Séguier, coll. « Carré Musique » (no 10), 2001, 214 p. (ISBN 2-84049-255-5).
- Suzanne Demarquez, Hector Berlioz, Paris, Seghers, coll. « Musiciens de tous les temps », 1969
- Jacques Durand, Quelques souvenirs d’un éditeur de musique, 2e série, 1910-1924, Paris, Durand, 1928
- Anthony Girard, L'orchestration, de Haydn à Stravinsky, Paris, Éditions Billaudot, 2009, 200 p. (ISMN 979-0-043-08195-1), « Orchestration d'un extrait des Nuits d'été », p. 100–107
- Darius Milhaud, Notes sur la musique, essais et chroniques, Paris, Flammarion, coll. « Harmoniques », 1982
- Francis Poulenc, Correspondance 1910-1963, Paris, Fayard, 1994, 159 p. (ISBN 978-2-908369-10-6)
- Paul Pittion, La Musique et son histoire : tome II — de Beethoven à nos jours, Paris, Éditions Ouvrières, 1960
- Henri Sauguet, La Musique, ma vie, Paris, Séguier, 1990, 438 p. (ISBN 2-84049-237-7)
- Gustave Samazeuilh, Musiciens de mon temps : Chroniques et souvenirs, Paris, Éditions Marcel Daubin, 1947, 430 p.